# Bałtyk (autobus)

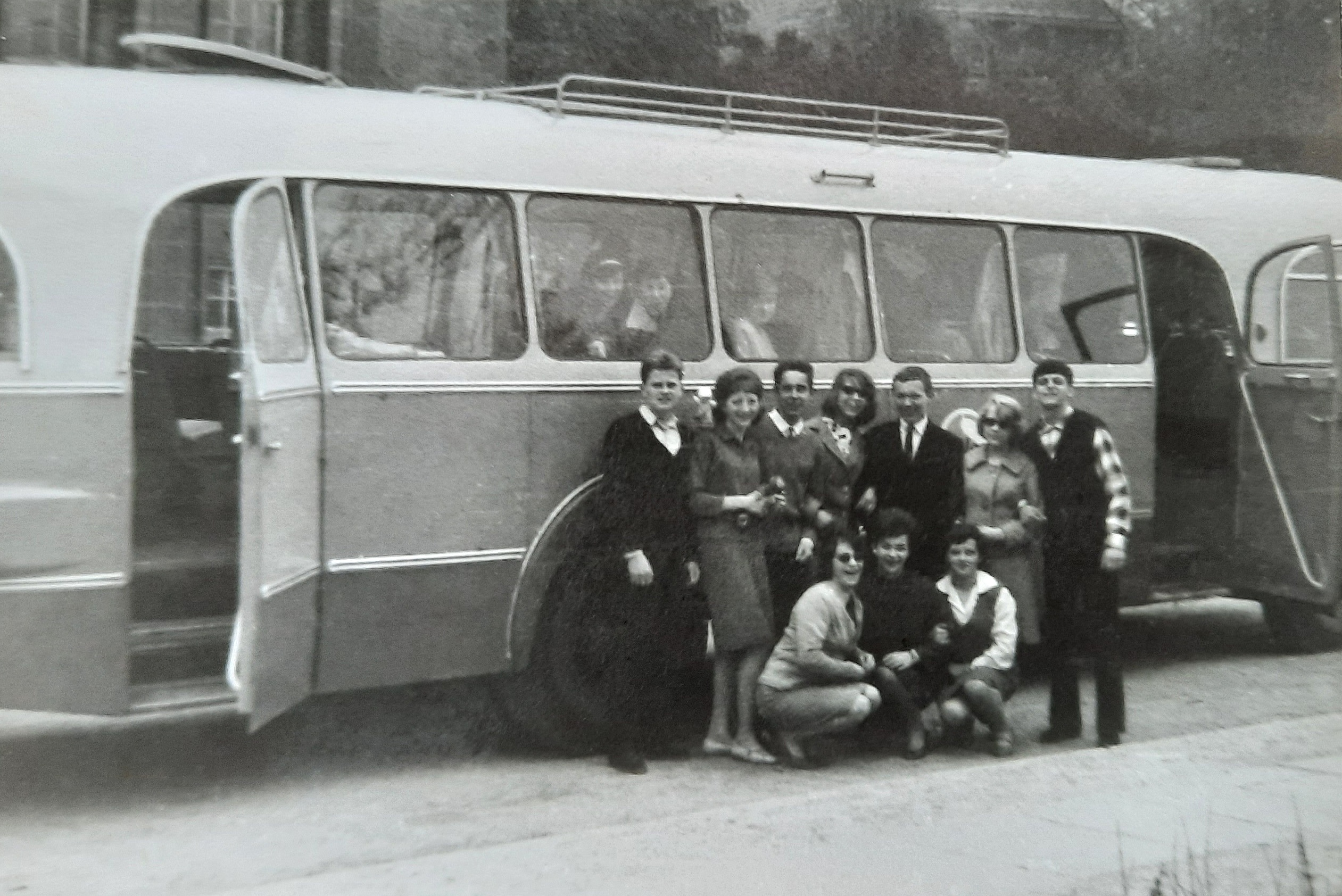
SMS „Bałtyk“ na bazie Škody (1963)

Bałtyk – polski autobus produkowany w latach ok. 1957–1963 w Koszalinie przez Fabrykę Urządzeń Budowlanych „Bumar”.

## Historia
Pod koniec lat 50. XX w. w Fabryce Urządzeń Budowlanych „Bumar”, która przejęła obiekty po Zachodniopomorskiej Spółdzielni Pracy Mechaników Samochodowych przy ul. Lechickiej, rozpoczęto produkcję autobusów karosowanych na bazie podwozi Stara, a później Škody. 
Początkowo pojazdy te posiadały podwozia wraz z silnikami od Stara, a ich nadwozia wyglądały tak, jak Star N50 (prototyp). Później zaczęto używać podwozi Škody 706RTO z nadwoziem własnego projektu. W latach 1961–1963 powstało ok. 150 autobusów. Ich produkcję zakończono w 1963 roku.
Bałtyki były wykorzystywane w różnych miastach w Polsce, jako miejskie i międzymiastowe. Głównym ich odbiorcą były spółdzielnie, w tym najwięcej było eksploatowanych w Krajowej Spółdzielni Komunikacyjnej w Poznaniu. Używało ich także m.in. Miejskie Przedsiębiorstwo Komunikacji w Lublinie.

## Zachowane egzemplarze
W 2025 roku, wbrew wcześniejszym informacjom, że nie zachował się ani jeden egzemplarz autobusu, w lesie koło miejscowości Gołaszyn została odnaleziona karoseria autobusu, wykorzystywana jako magazyn na ule. Została ona odkupiona przez Muzeum Motoryzacji Wena w Oławie, która planuje odrestaurować autobus.